# 普里列佩农村居民点
普里列佩农村居民点（俄语：Прилепенское сельское поселение）是俄罗斯联邦别尔哥罗德州切尔尼扬卡区所属的一个农村居民点。其下辖有4个居民点，行政中心为普里列佩。据2016年统计，该农村居民点的人口为1223人。